# Paul McGrath (Schauspieler)
Paul McGrath (* 11. April 1904 in Chicago, Illinois, Vereinigte Staaten; † 13. April 1978 in London, Vereinigtes Königreich) war ein US-amerikanischer Schauspieler. Er spielte in Filmen, im Fernsehen und am Broadway. Bekannt war McGrath vor allem für seine Auftritte im Radio in den 1940er und 1950er Jahren.

## Filmographie (Auswahl)
- 1940: Parole Fixer
- 1941: Charlie Chan auf dem Schatzsucherschiff (Dead Men Tell)
- 1943: Keine Zeit für Liebe (No time for Love)
- 1957: Ein Gesicht in der Menge (A Face in the Crowd)
- 1958: Kiss Me, Kate (Fernsehfilm)
- 1962: Sturm über Washington (Advise & Consent)
- 1967: Springfield Story (Seifenoper)
- 1968: The Doctors (Fernsehserie, 5 Folgen)
- 1969: Nacht ohne Zeugen (Pendulum)